# Puntas (comida mexicana)

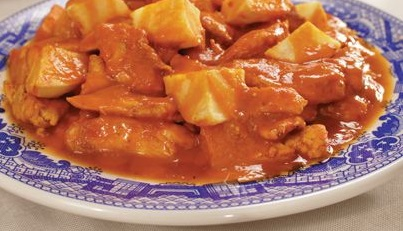
Puntas

Las puntas son un plato tradicional de la cocina mexicana. Consiste en cortes pequeños de carne guisados en varios tipos de salsas mexicanas, ya sea de chiles secos o de chiles frescos . En un principio, las puntas se hacían con las tiras de los sobrantes de corte de carne de res, conocidas como puntas de filete. Después, diferentes tipos de carne han sido usados. 